# Meine Freunde Tigger und Puuh
Meine Freunde Tigger und Puuh (Originaltitel: My Friends Tigger and Pooh) ist eine 63-teilige Disney-Animationsserie nach den Pu-der-Bär-Kinderbüchern von Alan Alexander Milne erstausgestrahlt von 2007 bis 2010.

## Inhalt
Im Hundertmorgenwald leben Winnie Puuh, Tigger, Ferkel, I-Aah, Eule, Rabbit, Kanga mit ihren Jungen Ruh und deren Menschenfreund Christopher Robin. Sie finden zwei neue Freunde: Die rothaarige, sechsjährige Darby und ihr Hund Buster. Darby liebt es, mit Tigger und Puuh herumzutollen und als Superschnüffler mysteriöse Fälle aufzuklären. Die Superschnüffler sind Winnie Puuh, Tigger und Darby in Superheldenkostümen. Im Laufe der Serie freunden sich die Truppe mit dem femininen Stachelschwein, der langsamen Schildkröte und dem pessimistischen Biber an.

## Synchronisation
| Figur             | Originalsprecher  | Deutscher Sprecher |
| ----------------- | ----------------- | ------------------ |
| Winnie Puuh       | Jim Cummings      | Michael Rüth       |
| Tigger            | Jim Cummings      | Joachim Kaps       |
| Ferkel            | Travis Oates      | Santiago Ziesmer   |
| Rabbit            | Ken Samson        | Gerald Schaale     |
| Darby             | Chloë Moretz      | Jamie Lee Blank    |
| Buster            | Dee Bradley Baker |                    |
| Ruh               | Nikita Hopkins    |                    |
| Christopher Robin | Struan Erlenborn  |                    |

## Hintergrund
Die 63 Folgen der Serie entstanden ab 2007 unter der Regie von David Hartman und Don Mac Kinnon. Am 12. Mai 2007 begann die Ausstrahlung im Playhouse Disney des amerikanischen Disney Channel. Die Serie wurde in mehreren Ländern Europas durch den Disney Channel gezeigt und teilweise auch auf DVD veröffentlicht.
Auf Deutsch ist die Serie seit 26. Mai 2007 im Disney Channel zu sehen und später auch auf Super RTL. Das Weihnachts-Special Das entlaufene Rentier ist seit November 2007 und die DVD Die Schatzsuche mit drei normalen Episoden seit Mai 2008 auf DVD erhältlich.
Synchronsprecherin Chloë Moretz erhielt eine Nominierung für den Young Artist Award 2008.  Eine Nominierung für den Annie Award 2008 erhielt das Drehbuch für die Episode Good Night to Pooh von Roy Meurin.